# Rick Rude
Richard Erwin Rood (7 décembre 1958–20 avril 1999), plus connu sous le nom de « Ravishing » Rick Rude, est un catcheur (lutteur professionnel) connu pour son travail à la Mid-Atlantic Championship Wrestling (en), la World Championship Wrestling (WCW) et la World Wrestling Federation (WWF) dans les années 1980 et 1990. 
Au cours de sa carrière, il remporte à le championnat du monde par équipe de la National Wrestling Alliance (version Mid-Atlantic) avec Manny Fernandez avant de rejoindre la WWF en 1987. Au sein de cette fédération, il devient champion intercontinental. En 1990, il quitte la WWF pour la WCW. Dans cette fédération il y remporte le championnat des États-Unis poids lourds et est aussi à trois reprises champion du monde poids lourds international de la WCW. En mai 1994, il se blesse gravement au cours d'un match face à Sting ce qui le contraint d'arrêter sa carrière.
Il devient alors un manager d'abord à la WWF où il est un des membres fondateurs de D-Generation X puis il retourne à la WCW et est un membre du New World Order.
Il meurt le 20 avril 1999 à la suite d'une crise cardiaque.
Il est membre à titre posthume du WWE Hall of Fame depuis 2017.

## Jeunesse
Rood grandit à Robbinsdale dans le Minnesota. Il étudie au lycée de Robbinsdale et obtient son diplôme de fin d'étude en 1976 tout comme Curt Hennig et Tom Zenk qui sont dans ce lycée. Il étudie ensuite à l'Anoka Ramsey Junior College où il obtient un diplôme en éducation physique et sportive puis travaille comme videur.

## Carrière

### Débuts et rivalité avec Jake Roberts
Rude fait ses débuts à la WWF en juin 1987, managé par Jimmy Hart et plus tard par Bobby Heenan. Sa première grosse rivalité sera contre Jack "The Snake" Roberts. La rivalité débuta lorsque Rude invita la femme de Jake (Sherry) à le rejoindre sur le ring pour l'embrasser. Jack est par la suite intervenu et a défendu sa femme. Beaucoup de combats entre ces deux hommes furent organisés par la suite. En octobre 1988, Jake Roberts déshabilla Rick Rude car le pantalon de ce dernier arborait le visage de sa femme. Ce fut le premier et unique cas de nudité masculine à la WWF. La rivalité historique entre ces deux hommes se termina peu après. Au Royal Rumble 1989 Rude a tabassé l'Ultimate Warrior à coups de barre de fer par jalousie à la suite d'un concours de musculature. Une rivalité naquit ainsi. Les deux hommes se provoquèrent ensuite par interviews interposés jusqu'à Wrestlemania. À WrestleMania 5, il gagne le championnat intercontinental contre ce dernier et parvint à le conserver durant 148 jours en battant à de nombreuses reprises, notamment grâce à l'aide de son manager, Bobby Heenan. Rude perdit ce titre lors de SummerSlam 1989 à cause d'une intervention illicite de Roddy Piper. Rude et Warrior se retrouvèrent dans un ultime duel avec le titre WWF en jeu, duel qui vit Warrior triompher et Rude quitter la WWF.

### World Championship Wrestling (1991–1994)
Après une année passée a lutter sur le circuit indépendant, Rude partit pour la WCW. Il fit sa première apparition lors du PPV Halloween Havoc 1991 en battant Tom Zenk (en 1 minute 27) en tant que lutteur masqué. Il se démasqua plus tard lors de cette même soirée. Il forma plus tard la Dangerous Alliance, en compagnie de fameux lutteurs tel que Arn Anderson et Stunning Steve Austin. Le 19 novembre 1991, Rude défait Sting pour gagner le WCW United States Heavyweight Championship et le défendit plus tard face à des catcheurs du calibre de Ricky Steamboat. Le 1er mai 1994, Rude se blesse gravement au dos et à la tête à la suite d'un match contre Sting au Fukuoka Dôme, Japon. C'est ainsi qu'en 1994, il se retire de la lutte.

### Extreme Championship Wrestling et retour à la WWF (1997)
Richard fit son retour inattendu à la ECW originelle en 1996 en tant que catcheur masqué et démarrant ainsi une rivalité avec Shane Douglas. Il devint ensuite commentateur de la ECW durant un certain moment avant de retourner lutter avec Jerry Lawler contre Tommy Dreamer et The Sandman.
Rude retourne à la WWE plus tard dans l'année en tant que « police d'assurance » de la DX. C'est lui qui s'assura de la victoire des autres membres. Il ne catcha pas durant cette période à la WWE. Le 9 novembre 1997, Rude assista à la violente dispute entre Bret Hart et Vince McMahon, à la suite du Montreal Screwjob. À la suite de cela, Rude appela Eric Bischoff de la WCW pour lui raconter la vraie histoire du Montreal Screwjob. Bischoff rappela Rude quelques jours plus tard pour lui proposer un contrat à la WCW. Contrat que Rude signa immédiatement.

### Retour à la WCW (1997–1998)
Le 17 novembre 1997, Rick devient le premier homme à apparaitre dans deux shows de catch différents dans la même soirée (à savoir WCW Nitro et WWF Raw). Il fit même une courte apparition à la (Extreme Championship Wrestling) à cette même époque. Plus tard dans l'année, Rude devint membre de la nWo puis plus tard de la nWo Wolfpac où il s'allia avec Mr Perfect. Peu après cela Rick fut hospitalisé car il pensait avoir un cancer du testicule qui se révéla finalement être un kyste. Par la suite, Rick prit un peu de repos et espérait ainsi faire un grand retour sur le devant de la scène vers juin 1999.

## Décès
Le 20 avril 1999, Rick est pris de maux au cœur en amenant son fils de 8 ans à l'école. Il décide donc de rentrer chez lui pour se reposer. Sa femme le retrouva tard dans l'après-midi (à 17 heures précises) agonisant par terre. Rick fut amené en urgence à l'hôpital au centre médical de North Fulton.
Rude meurt donc le 20 avril 1999 d'une hypertrophie cardiaque liée à la prise de GHB et de stéroïdes, laissant derrière lui une femme et trois enfants. Une autopsie a prouvé que sa mort est due à ces médicaments que Rick avouait avoir pris à la suite de sa blessure, en 1994.

## Autres médias
Il est présent dans les jeux vidéo de la WWE, WWE SmackDown vs. Raw 2008 en tant que légende, dans WWE 2K14 et WWE 2K15 en tant que DLC, dans WWE Legends of WrestleMania, dans WWE 2K16 et également dans WWE 2K17. En 1990, Rick a participé au Arsenio Hall Talk-Show.

## Vie personnelle
Rick est diplômé en éducation physique. Il a lutté en amateur au lycée de Robbinsdale en compagnie de futurs catcheurs professionnels tels que Nikita Koloff, Curt Hennig et John Nord. Rick a eu 3 enfants avec Michelle, sa femme : Rick Jr, qu'il eut à 32 ans, Marissa, qu'il eut à 35 ans et Coltonn qu'il eut à 39 ans. Rick a décrit sa blessure de 1994 comme « l'un des grands drames de sa vie ». Cette blessure mit fin à sa carrière car Rick ne fit plus aucun vrai match depuis cette blessure à Fukuoka au Japon. Rude n'a jamais pardonné à Sting de l'avoir blessé (Rick eut plusieurs vertèbres disloquées et de nombreuses commotions à la suite d'un suicide dive raté de Sting). Rick a d'ailleurs rejoint la WCW en 1997 à la seule condition que Sting ne lui adresse jamais plus la parole. Leur match était le dernier de Rude. Rick Rude ne s'est jamais véritablement remis de cette terrible blessure qui mit fin à sa carrière de catcheur professionnel (à la suite de cet accident, Rick n'assurait plus que les postes de manageur et commentateur).

## Palmarès
- Championship Wrestling from Florida
  - NWA Florida Southern Heavyweight Championship (2 fois)
  - NWA Florida United States Tag Team Championship (1 fois) avec Jesse Barr

- Continental Wrestling Association
  - AWA Southern Heavyweight Championship (1 fois)
  - AWA Southern Tag Team Championship (1 fois) avec King Kong Bundy

- Jim Crockett Promotions / World Championship Wrestling
  - NWA World Tag Team Championship (1 fois) avec Manny Fernandez
  - WCW International World Heavyweight Championship (3 fois)
  - WCW United States Heavyweight Championship (1 fois)

- Pro Wrestling Illustrated
  - Catcheur le plus haï de l'année 1992
  - Classé 57e des 500 meilleurs catcheurs en 2003

- World Class Championship Wrestling / World Class Wrestling Association
  - NWA American Heavyweight Championship (1 fois)
  - WCCW Television Championship (1 fois)
  - WCWA Heavyweight Championship (1 fois)

- World Wrestling Federation
  - WWF Intercontinental Championship (1 fois)

- Wrestling Observer Newsletter awards
  - 5 Star Match (1992) avec "Stunning" Steve Austin, Bobby Eaton, Larry Zbyszko et Arn Anderson vs. Sting, Ricky Steamboat, Dustin Rhodes, Barry Windham et Nikita Koloff (24 février dans un match WarGames à WCW Wrestle War)
  - Meilleur « vilain » (1992)
  - Pire match de l'année 1992 vs. Masahiro Chono à Halloween Havoc